# Сергеј Колосов
Сергеј Атанасијевич Колосов (рус. Сергей Афанасьевич Колосов; 22. мај 1986) белоруски је професионални хокејаш на леду. Леворук је и игра на позицији одбрамбеног играча.
Тренутно игра у белоруској екипи Неман из Гродна у националној екстралиги. 

## Клупска каријера
Колосов је играчку каријеру започео у јуниорском саставу екипе из свог родног града у сезони 2002/03, а већ следеће сезоне прешао је у редове најбољег белоруског клуба Динама из Минска. Учествовао је на драфту НХЛ лиге 2004. где је као 151. пик изабран од стране екипе Детроит ред вингса. Након драфта прешао је у нижеразредни амерички клуб Раф рајдерс из Сидар Рапидса у Ајови. Након две сезоне у том клубу у сезони 2007/08. враћа се у Белорусију, у екипу Динама. Након само једне сезоне у Динаму одлази у АХЛ где игра за Гранд Рапидс грифинсе, Б тим НХЛ лигаша Ред вингса. Пошто није успео да се избори за позицију у НХЛ лиги вратио се у Белорусију и од 2011. наступа за екипу Немана из Гродна. 

## Репрезентативна каријера
За јуниорску репрезентацију своје земље дебитовао је на светском првенству 2003, док за сениорску репрезентацију наступа од светског првенства 2008. године. Био је део олимпијског тима Белорусије на Зимским олимпијским играма 2010. у Ванкуверу.

## Успеси и признања
- 2008 — треће место на првенству Белорусије
- 2013 — победник Белоруске екстралиге